# Tillandsia platyrhachis
Espèce
Classification phylogénétique

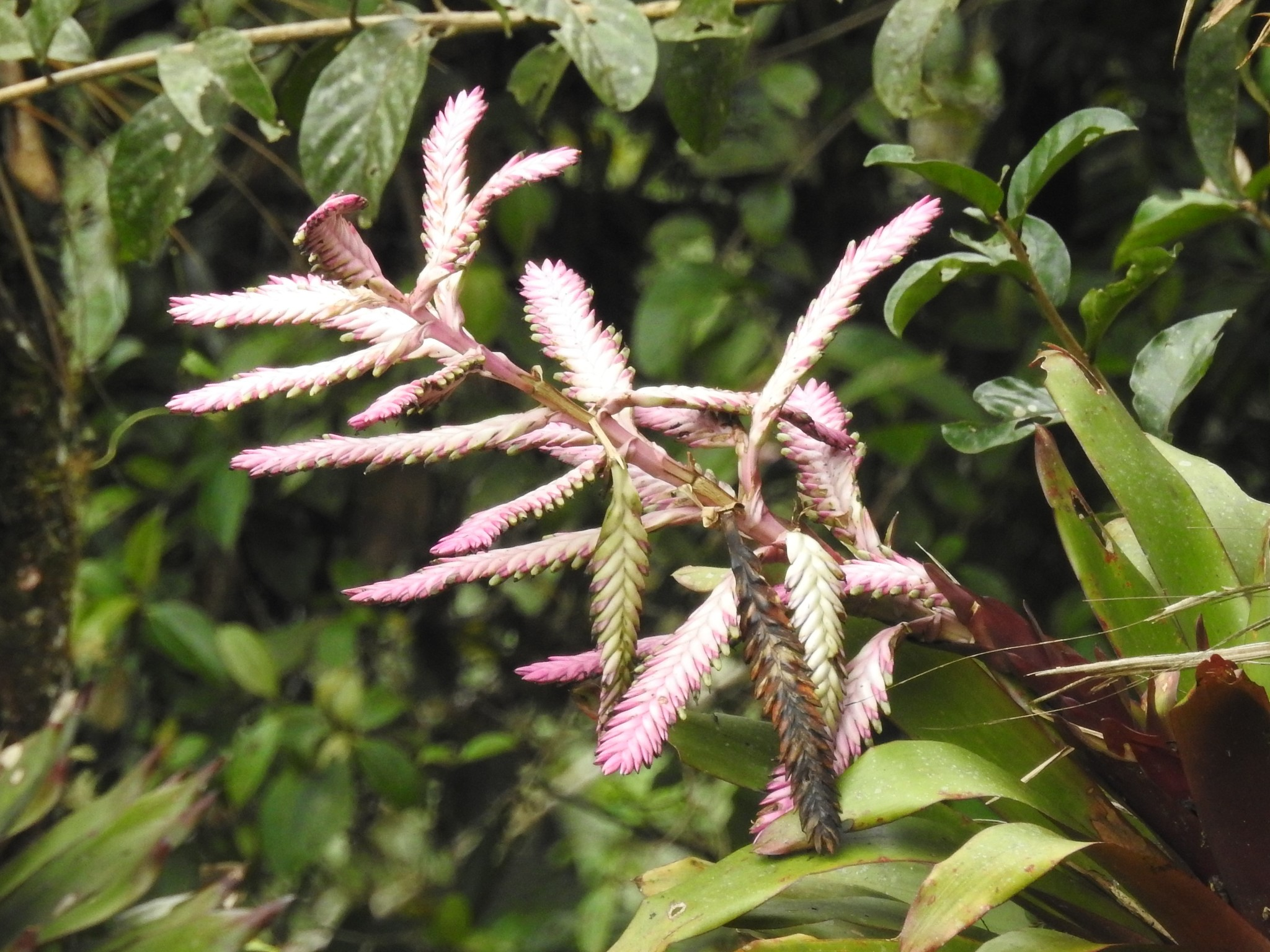
Tillandsia platyrhachis.

Tillandsia platyrhachis Mez est une espèce de plantes à fleurs de la famille des Bromeliaceae originaire d'Amérique du Sud.
L'épithète platyrhachis signifie « à rachis large » et se rapporte à l'aspect de l'inflorescence.

## Protologue et Type nomenclatural
Tillandsia platyrhachis Mez in C.DC., Monogr. Phan. 9: 848 (1896)
Diagnose originale :
« foliis ignotis; inflorescentia tripinnatim panniculata ; spicis densiuscule pinnatis, rhachi alis binis de bracteolarum quam sepala optime breviorum dorso decurrentibus valde dilatata floribusque recipiendis excavata ; floribus suberectis ; sepalis aequaliter liberis ; petalis lamina saturate violacea, suborbiculari, explanata certe 10 mm. lata ; staminibus profunde inclusis stylum paullo superantibus. »
Type :
- leg. W. Kalbreyer, n° 1328 ; « Columbiae prov. Antioquia, alt. 1300-1500 m » ; Holotypus Herb. Kew[1].
- leg. W. Kalbreyer, n° 1328, 1880-01-14 ; « Dep. Antioquia: Dos Quebradas. Im Hald, auf Bäumen. 4-4500' » ; Isotypus B (B 10 0243490)

## Synonymie
(aucune)

## Écologie et habitat
- Typologie : plante herbacée en rosette acaule monocarpique vivace par ses rejets latéraux ; épiphyte[2] ou terrestre[2].
- Habitat : forêt pluviale[2].
- Altitude : 1300-1 900 m[2].

## Distribution
- Amérique du Sud :
  -  Colombie
    - Antioquia[1]
    - Sud de la Colombie[2]

  -  Équateur[2]
  -  Pérou
    - Centre du Pérou[2]

## Comportement en culture
Tillandsia platyrhachis est de culture aisée.

## Taxons infraspécifiques

### Tillandsia platyrhachisvar.platyrhachis
(autonyme)
Synonymie taxonomique :
- Tillandsia platyrhachis var. alba Rauh & Hirtz[2]

### Tillandsia platyrhachisvar.albaRauh & Hirtz
L'épithète alba signifie « blanche ».
Tillandsia platyrhachis var. alba Rauh & Hirtz, in J. Bromeliad Soc. 35(3): 116 (1985) [sine lat. diag.] ; in Abh. Akad. Wiss. Lit. Mainz, Math.-Naturwiss. Klasse, Trop. Subtrop. Pflanzenwelt 53: 11 (1985) [cum lat. diag.]
Diagnose originale : (à compléter)
Type : (à compléter)
Synonymie taxonomique :
- Tillandsia platyrhachis var. platyrhachis[2]

Distribution : Équateur.

### Tillandsia platyrhachisvar.magnificaRauh & Bismarck
L'épithète magnifica signifie « magnifique, grandiose » et est une allusion à la plus grande taille de la variété.
Tillandsia platyrhachis var. magnifica Rauh & Bismarck, in J. Bromeliad Soc. 35(3): 113 (1985) [sine lat. diag.] ; in Abh. Akad. Wiss. Lit. Mainz, Math.-Naturwiss. Klasse, Trop. Subtrop. Pflanzenwelt 53: 9 (1985) [cum lat. diag.]
Diagnose originale : (à compléter)
Type : (à compléter)
Distribution : Pérou.